# 武汉柜台交易市场
武汉柜台交易市场，简称汉柜，是曾于1990年代在武汉市开办过的柜台交易市场。汉柜曾经是全国第三大证券交易中心、最大的资金拆借中心、最大的国债及国债期货交易场所，开办之时火爆异常。汉柜开办了6年时间，最后被朱镕基以外地证券交易风险变大为由强行关闭。截止1997年底，武汉中商、武汉中百、六渡桥、祥龙电业、武汉石油、武汉塑料、汉商集团等7只股票被从汉柜摘牌，另赴上海深圳等地上市。
武汉民生银行大厦原名“武汉国际证券大厦”，就是为了容纳由汉柜升级而成的证券交易中心而建设的。后因汉柜被关闭，该楼多次改变用途与设计，花了12年才完工投入使用。
后武汉市曾经有计划重建汉柜，但中央政府一直都没有批准。2011成立的武汉股权托管交易中心因经营性质相似，有时也被称为“新汉柜”。